# Real Madrid Baloncesto 1994-1995
Questa voce raccoglie le informazioni riguardanti il Real Madrid Baloncesto nelle competizioni ufficiali della stagione 1994-1995.

## Stagione
La stagione 1994-1995 del Real Madrid Baloncesto è la 39ª nel massimo campionato spagnolo di pallacanestro, la Liga ACB.

## Roster
Aggiornato al 15 novembre 2020.
| Real Madrid Teka 1994-95 | Real Madrid Teka 1994-95 |
| Giocatori                | Staff tecnico            |
| ------------------------ | ------------------------ |

| N. | Naz.                                  | Ruolo | Nome                | Anno | Alt.   | Peso   |  |
| -- | ------------------------------------- | ----- | ------------------- | ---- | ------ | ------ |  |
| 4  | Spagna (bandiera)                     | P     | José Lasa           | 1973 | 181 cm |        |  |
| 5  | Spagna (bandiera)                     | G     | Ismael Santos       | 1972 | 192 cm | 90 kg  |  |
| 6  | Spagna (bandiera)                     | AP    | Javier García Coll  | 1964 | 193 cm |        |  |
| 7  | Russia (bandiera) · Spagna (bandiera) | AP    | José Biriukov (C)   | 1963 | 194 cm | 84 kg  |  |
| 8  | Stati Uniti (bandiera)                | AC    | Joe Arlauckas       | 1965 | 204 cm | 104 kg |  |
| 9  | Spagna (bandiera)                     | P     | José Miguel Antúnez | 1976 | 183 cm | 79 kg  |  |
| 11 | Lituania (bandiera)                   | C     | Arvydas Sabonis     | 1964 | 221 cm | 122 kg |  |
| 12 | Spagna (bandiera)                     | C     | Nacho Romero        | 1973 | 214 cm | 103 kg |  |
| 13 | Spagna (bandiera)                     | AG    | Pep Cargol          | 1968 | 204 cm | 105 kg |  |
| 14 | Lituania (bandiera)                   | GA    | Rimas Kurtinaitis   | 1960 | 197 cm | 94 kg  |  |
| 14 | Stati Uniti (bandiera)                | GA    | Skeeter Henry       | 1967 | 201 cm | 86 kg  |  |
| 15 | Spagna (bandiera)                     | C     | Antonio Martín      | 1966 | 210 cm | 104 kg |  |
| 16 | Spagna (bandiera)                     | G     | José María Silva    | 1972 | 192 cm |        |  |
|    | Spagna (bandiera)                     | AG    | Martín Ferrer       | 1973 | 203 cm |        |  |
|    | Spagna (bandiera)                     | P     | Roberto Núñez       | 1978 | 190 cm | 80 kg  |  |

| Allenatore                                                            |
| - Željko Obradović                                                    |
| Assistente/i                                                          |
| - Ángel González Legenda - (C) Capitano - (IN) Inattivo - Infortunato |

## Mercato

### Sessione estiva
| Acquisti | Acquisti         | Acquisti    | Acquisti      | Acquisti |
| R.a      | Nome             | da          | Modalità      |          |
| -------- | ---------------- | ----------- | ------------- | -------- |
| G        | José María Silva | Guadalajara | fine prestito |          |

| Cessioni | Cessioni | Cessioni | Cessioni | Cessioni |
| R.       | Nome     | a        | Modalità |          |
| -------- | -------- | -------- | -------- | -------- |

### Dopo l'inizio della stagione
| Acquisti | Acquisti      | Acquisti           | Acquisti      | Acquisti   |
| R.       | Nome          | da                 | Data          | Modalità   |
| -------- | ------------- | ------------------ | ------------- | ---------- |
| GA       | Skeeter Henry | Gr. Rapids Mackers | febbraio 1995 | definitivo |

| Cessioni | Cessioni          | Cessioni   | Cessioni      | Cessioni    |
| R.       | Nome              | a          | Data          | Modalità    |
| -------- | ----------------- | ---------- | ------------- | ----------- |
| GA       | Rimas Kurtinaitis | Free agent | febbraio 1995 | rescissione |